# Pycnotropis flavocarinata
Pycnotropis flavocarinata är en mångfotingart som först beskrevs av Filippo Silvestri 1898.  Pycnotropis flavocarinata ingår i släktet Pycnotropis och familjen Aphelidesmidae. Inga underarter finns listade i Catalogue of Life.